# Broad City
A Broad City egy amerikai vígjátéksorozat (sitcom), amelyet A sorozat alkotói és főszereplői Ilana Glazer és Abbi Jacobson készítette, a műsor alapjául pedig az általuk készített, 2009 és 2010 között megjelent, hasonló című websorozat szolgált. A történet két zsidó nő New Yorkban történő mindennapjairól szól, az alkotók mellett szerepet kap még többek közt Arturo Castro, Hannibal Buress és Paul W. Downs.
A sorozat az Amerikai Egyesült Államokban a Comedy Central tűzte műsorra 2014. január 22-én, Magyarországon szintén a Comedy Central mutatta be 2015. október 28-án.

## Cselekménye
A sorozat főszereplője két zsidó nő, Abbalah "Abbi" Abrams és Ilana Wexler, akik New Yorkban keverednek különféle érdekes helyzetekbe. Ilana nem szeret dolgozni és mindig igyekszik elkerülni a munkát, ellentétben Abbivel, aki illusztrátorként dolgozik. Különböző kalandjaik mellett egymással is gyakran kerülnek konfliktusba az ellentétes jellemeik miatt.

## Szereplők
| Szereplő           | Színész           | Magyar hang     |
| ------------------ | ----------------- | --------------- |
| Abbi Abrams        | Abbi Jacobson     | Földes Eszter   |
| Ilana Wexler       | Ilana Glazer      | Bánfalvi Eszter |
| Lincoln Rice       | Hannibal Buress   |                 |
| Jaime Castro       | Arturo Castro     |                 |
| Trey/Bingo Bronson | Paul W. Downs     |                 |
| Jeremy Santos      | Stephen Schneider |                 |
| Matt Bevers        | John Gemberling   |                 |

## Évados áttekintés
| Évad | Évad | Epizódok | Eredeti sugárzás     | Eredeti sugárzás  | Eredeti adó    | Magyar sugárzás    | Magyar sugárzás    | Magyar adó     |
| Évad | Évad | Epizódok | Évadpremier          | Évadfinálé        | Eredeti adó    | Évadpremier        | Évadfinálé         | Magyar adó     |
| ---- | ---- | -------- | -------------------- | ----------------- | -------------- | ------------------ | ------------------ | -------------- |
|      | 1    | 10       | 2014. január 22.     | 2014. március 26. | Comedy Central | 2015. október 28.  | 2015. december 30. | Comedy Central |
|      | 2    | 10       | 2015. január 14.     | 2015. március 18. | Comedy Central | 2016. január 6.    | 2016. március 9.   | Comedy Central |
|      | 3    | 10       | 2016. február 17.    | 2016. április 20. | Comedy Central | 2017. május 25.    | 2017. június 22.   | Comedy Central |
|      | 4    | 10       | 2017. szeptember 13. | 2017. december 6. | Comedy Central | 2018. november 11. | 2018. december 9.  | Comedy Central |
|      | 5    | 10       | 2019. január 24.     | 2019. március 28. | Comedy Central | 2020. január 28.   | 2020. február 1.   | Comedy Central |

## Díjak és jelölések
| Év   | Díj                               | Kategória                         | Jelölt                      | Eredmény |
| ---- | --------------------------------- | --------------------------------- | --------------------------- | -------- |
| 2014 | Critics' Choice Television Awards | Legjobb sorozat (vígjáték)        | Broad City                  | Jelölve  |
| 2014 | Critics' Choice Television Awards | Legjobb színésznő (vígjáték)      | Ilana Glazer                | Jelölve  |
| 2015 | Critics' Choice Television Awards | Legjobb sorozat (vígjáték)        | Broad City                  | Jelölve  |
| 2015 | Critics' Choice Television Awards | Legjobb színésznő (vígjáték)      | Ilana Glazer                | Jelölve  |
| 2015 | Critics' Choice Television Awards | Legjobb vendégszereplő (vígjáték) | Susie Essman                | Jelölve  |
| 2017 | MTV Movie Award                   | Legjobb komikus színész           | Ilana Glazer, Abbi Jacobson | Jelölve  |